# Екологічний шок
# Екологічний шок — різке порушення стану популяції, аж до її смерті, що виникає при раптовій зміні біотичних (напр., перенаселення) або абіотичних (напр., забруднення середовища) умов. Шокову хворобу в популяціях гризунів (масова загибель особин, зумовлена дуже підвищеною подразливістю, високою статевою напругою і повним виснаженням фізичних сил при надвисокій щільності популяції) описали Р. Грін і К. Ларсон (1938).
# Екологічний шок — раптове усвідомлення суспільством екологічних труднощів в його соціально-екологічному розвитку. (За кордоном термін отримав широкий розвиток в 1970-і роки). Ці труднощі мають свою шкалу, засновану на силі несприятливих явищ у середовищі життя і їх природній і штучній оборотності. Розрізняють:
- екологічна криза (оборотні несприятливі явища, що утрудняють економічне зростання),
- екологічну катастрофу (важковідновлювані за тривалий час — багато десятків, сотні років — дуже несприятливі явища, що призводять до занепаду економічного розвитку, його подальшої неможливості до відтворення сприятливого природного середовища),
- екологічний колапс (практично незворотні природно-антропогенні явища, що виключають можливість самого існування людини в середовищі, що утворилося).

Проміжною фазою служить критичний стан (між кризою і катастрофою) при якому виявляється повна втрата ресурсів, що робить швидкість соціально-економічного розвитку нульовою, але втрата ресурсів ще оборотна або замінна за порівняно короткий час (лічені роки, мало коли десятки років).

## Виноски
1. ↑  Green R.G., Larson C.L. A description of shock disease in thee snowshoe hare // Amer. J. Hyg. — 1938. — Vol. 28. — P. 190–212.